# Dominick Zator
Pour les articles homonymes, voir Zator.
Dominick Zator, né le 18 septembre 1994 à Calgary en Alberta, est un joueur international canadien de soccer. Il joue au poste de défenseur à l'Arka Gdynia. Il possède également la nationalité polonaise.

## Biographie

### Jeunesse et formation
Dominick Zator est né à Calgary de parents polonais,. Sa mère est née à Otwock et son père est originaire de Niemodlin. Il commence à jouer au soccer à l'âge de quatre ans au Calgary Glenmore FC, avant de rejoindre les Foothills de Calgary,.
En 2012, il s'engage auprès des Dinos de l'université de Calgary,. À la fin de sa deuxième année, il est promu capitaine. Lors de sa dernière année, il est nommé dans la première équipe d’étoiles de Canada West et dans la deuxième équipe d’étoiles des U Sports,,. En 75 rencontres, il inscrit six buts et quinze passes décisives avec les Dinos de Calgary. Il a également joué en Premier Development League, avec les Foothills de Calgary en 2015 et 2016. Par ailleurs, il atteint la finale du championnat — mais s'incline face aux Bucks du Michigan — lors de sa deuxième saison,.

### Parcours en club
Le 21 mars 2017, il signe son premier contrat professionnel avec la réserve des Whitecaps de Vancouver, qui évoluent en United Soccer League,. Il y retrouve son ancien coéquipier Sean Melvin (en). Le 8 avril, il fait ses débuts professionnels face à la réserve des Sounders de Seattle, en tant que titulaire. Cependant, le club cesse ses activités à la fin de la saison 2017,,. Il n'a pas reçu d’offre de contrat, avec le nouveau club affilé des Whitecaps, le Fresno FC.
Libre de tout contrat, il retourne à Calgary pour les fêtes de fin d’année et son ancien entraîneur des Foothills, Tommy Wheeldon Jr. (en), l'a contacté pour lui proposer de rejoindre son ancien club pour la saison 2018. Puis, il remporte la finale de la Premier Development League contre Reading United,. Au cours de cette rencontre, il marque le but de l'égalisation. Il est également nommé dans l'équipe-type de la conférence Ouest.
Le 12 décembre 2018, il rejoint le Cavalry FC, qui évolue en Première ligue canadienne. Le 4 mai 2019, il fait ses débuts en tant que titulaire face au York9 FC, lors de la première victoire du Cavalry en Première ligue canadienne. C'est également durant ce match qu'il inscrit son premier but,. Le 22 juin, il remporte le tournoi printanier,. Le 24 juillet, il inscrit le but victorieux face aux Whitecaps de Vancouver, ce qui permet à l'équipe de se qualifier pour les demi-finales du Championnat canadien,,. Puis, le 19 octobre il remporte le tournoi automnal lors de la victoire trois buts à un face au FC Edmonton et gagne également la Wildrose Cup (en),. Il perd la finale du championnat face au Forge FC. Il signe un nouveau contrat avec les Cavs le 28 novembre.
Après la saison 2019, il s'entraîne quelques semaines avec le Ross County FC et le RCD Majorque. Le 26 janvier 2021, il quitte les Cavs après avoir refusé une prolongation de contrat,. Cinq jours plus tard, il signe un contrat de deux ans avec York United,. Le lendemain, il est envoyé en prêt pour six mois à Vasalunds IF, récemment promu en Superettan,,. Puis, il est rappelé de son prêt le 1er juin.
Libre de tout contrat, le 14 décembre 2022 il rejoint le Korona Kielce — qui évolue en Ekstraklasa — et signe un contrat jusqu'en juin 2024,. Il devient ainsi le troisième Canadien de l'histoire du club polonais, après Charlie Trafford (en) et Milan Borjan,. Le 29 janvier 2023, il fait sa première apparition en tant que titulaire en Ekstraklasa contre le Legia Varsovie,. Le 15 avril, il inscrit son premier but en Ekstraklasa contre Jagiellonia Białystok,,. Il signe un nouveau contrat d'un an avec le Korona Kielce le 27 mars 2024.

### Parcours en sélection
Possédant à la fois la nationalité canadienne et polonaise, il est éligible pour la sélection canadienne mais aussi pour la Pologne, pays dont il possède des origines,.
Le 8 novembre 2019, Dominick Zator est convoqué pour la première fois en équipe du Canada par le sélectionneur national John Herdman, pour un match de la Ligue des nations contre les États-Unis — mais n'entre pas en jeu. Il devient le troisième joueur de la Première ligue canadienne sélectionné en équipe canadienne sénior, après Marco Carducci (en) et Amer Đidić.
Le 16 mars 2023, il est de nouveau convoqué en sélection, pour participer à deux rencontres de la Ligue des nations face à Curaçao, puis contre le Honduras,,. Mais il reste sur le banc sans entrer en jeu lors de ce rassemblement.
Le 7 juin 2023, il est retenu dans la liste des vingt-trois joueurs canadiens sélectionnés par John Herdman pour disputer la phase finale de la Ligue des nations. Il assiste sur le banc à la défaite des siens contre les États-Unis en finale. Puis, il fait partie de la liste définitive de vingt-trois joueurs pour la Gold Cup le 19 juin. Le 27 juin, il honore sa première sélection en entrant en cours de jeu — à la place de Richie Laryea — contre la Guadeloupe, lors du premier match de poules. Il devient par la même occasion le premier Dino à disputer une rencontre avec la sélection canadienne. Le Canada s'incline en quart de finale aux tirs au but, face aux États-Unis. Lors de ce tournoi, il dispute deux rencontres,.
Le 27 mai 2024, il est de nouveau appelé en sélection par le nouveau sélectionneur Jesse Marsch pour deux matchs amicaux contre les Pays-Bas et la France,. Cependant, il n'est pas sélectionné pour disputer la Copa América.

## Statistiques

### Statistiques en club
| Saison                | Club                  | Championnat           | Championnat | Championnat | Coupe(s) nationale(s) | Coupe(s) nationale(s) | Séries | Séries | Canada | Canada | Total | Total |
| Saison                | Club                  | Division              | M.          | B.          | M.                    | B.                    | M.     | B.     | M.     | B.     | M.    | B.    |
| 2015                  | Foothills de Calgary  | PDL                   | 10          | 0           | -                     | -                     | -      | -      | -      | -      | 10    | 0     |
| 2016                  | Foothills de Calgary  | PDL                   | 12          | 1           | -                     | -                     | 5      | 1      | -      | -      | 17    | 2     |
| Sous-total            | Sous-total            | Sous-total            | 22          | 1           | -                     | -                     | 5      | 1      | -      | -      | 27    | 2     |
| 2017                  | Whitecaps 2           | USL                   | 8           | 0           | -                     | -                     | -      | -      | -      | -      | 8     | 0     |
| 2018                  | Foothills de Calgary  | PDL                   | 14          | 0           | -                     | -                     | 4      | 1      | -      | -      | 18    | 1     |
| 2019                  | Cavalry FC            | PLCan                 | 27          | 1           | 8                     | 2                     | 2      | 0      | -      | -      | 37    | 3     |
| 2020                  | Cavalry FC            | PLCan                 | 7           | 1           | -                     | -                     | 3      | 0      | -      | -      | 10    | 1     |
| Sous-total            | Sous-total            | Sous-total            | 34          | 2           | 8                     | 2                     | 5      | 0      | -      | -      | 47    | 4     |
| 2021                  | Vasalunds IF (prêt)   | Superettan            | 5           | 0           | -                     | -                     | -      | -      | -      | -      | 5     | 0     |
| 2021                  | York United           | PLCan                 | 24          | 1           | 2                     | 0                     | 1      | 0      | -      | -      | 27    | 1     |
| 2022                  | York United           | PLCan                 | 28          | 1           | 3                     | 0                     | -      | -      | -      | -      | 31    | 1     |
| Sous-total            | Sous-total            | Sous-total            | 52          | 2           | 5                     | 0                     | 1      | 0      | -      | -      | 58    | 2     |
| 2022-2023             | Korona Kielce         | Ekstraklasa           | 17          | 1           | -                     | -                     | -      | -      | 2      | 0      | 19    | 1     |
| 2023-2024             | Korona Kielce         | Ekstraklasa           | 34          | 0           | 4                     | 0                     | -      | -      | 1      | 0      | 39    | 0     |
| 2024-2025             | Korona Kielce         | Ekstraklasa           | 7           | 0           | 3                     | 0                     | -      | -      | -      | -      | 10    | 0     |
| Sous-total            | Sous-total            | Sous-total            | 58          | 1           | 7                     | 0                     | -      | -      | 3      | 0      | 68    | 1     |
| 2025-2026             | Arka Gdynia           | Ekstraklasa           | 2           | 0           | -                     | -                     | -      | -      | -      | -      | 2     | 0     |
| Total sur la carrière | Total sur la carrière | Total sur la carrière | 195         | 6           | 20                    | 2                     | 15     | 2      | 3      | 0      | 233   | 10    |